# Utu-héngál
dUtu-héngál (vagy dUtu-hégál, dutu-ḫe2-ĝal2, 𒀭𒌓𒃶𒅅) a sumer királylista szerint az V. uruki dinasztia egyetlen királya volt. A középső kronológia szerint i. e. 2119 – i. e. 2113 között uralkodott. Csak egyetlen évneve ismert, az elsőé: „mu dutu-ḫe2-ĝal2 lugal” – amikor Utu-héngál király (lett). Megdöntötte az Akkád Birodalmat felváltó hegyi törzs, a gutik uralmát Tirigan legyőzésével, és Sumer más városaira is kiterjesztette hatalmát, sőt az akkád dinasztia címeit felvéve jelezte igényét a teljes uralomra. Ur katonai kormányzójává (sagin) Ur-nammut tette, aki egyes kutatók szerint a testvére, mások szerint a fia volt, egy harmadik verzió szerint a veje. Utu-héngál halála után Ur-nammunak – a királylista szerint a III. uri dinasztia első uralkodója – és utódjának Sulginak sikerült egész Mezopotámia egyesítése.
Nevének jelentése „Utu bősége”, a ḫe2-ĝal2 szó szerinti jelentése: „legyen”.